# Gefäßforum Österreich
Das Gefäßforum Österreich (GFÖ) ist ein gemeinnütziger wissenschaftlicher Verein zur Förderung der Forschung, Diagnose, Therapie sowie zur Aufklärung, Wissens- und Informationsvermittlung von Gefäß- und Folgeerkrankungen. Der Verein, dessen Motto „Gefäße sind Leben!“ ist, hat seinen Sitz in Wien und kooperiert mit Kliniken, Ärzten, medizinischen Fachgesellschaften sowie weiteren Institutionen.

## Ziele
Das Gefäßforum Österreich sieht es als seine gesellschaftliche Aufgabe, öffentlichkeitswirksame und gesundheitspolitisch nachhaltige Maßnahmen zu setzen und mittels Awareness- und Aufklärungskampagnen die österreichische Bevölkerung auf die Problematik von Gefäßerkrankungen und deren Folgeerkrankungen aufmerksam zu machen und über Prävention, mögliche Vorsorge- und sinnvolle Therapiemaßnahmen zu informieren. Ziel des GFÖ ist es, durch intensive Öffentlichkeitsarbeit die Entstehung und Progression von Gefäßerkrankungen erheblich zu verhindern.
Die Förderung der Forschung durch wissenschaftliche Arbeiten in der Zusammenarbeit mit führenden gefäßchirurgischen Abteilungen Österreichs unter Federführung der gefäßchirurgischen Abteilung der Klinik Ottakring und anderer universitären Institutionen, darunter der Sigmund Freud Privatuniversität Wien und der Medizinischen Universität Wien, ist ebenfalls oberstes Prinzip des Vereins. Der wissenschaftliche Austausch mit internationalen Kollegen bei Konferenzen, Symposien nimmt ebenfalls einen hohen Stellenwert ein.
Wissenschaftlicher Sprecher und Leiter des GFÖ ist der Gefäßchirurg Afshin Assadian, Präsident Österreichische Fachgesellschaft für Chirurgie (2022–2023), Präsident Österreichische Gesellschaft für Gefäßchirurgie (2019–2021) und Präsident Vascular International Stiftung „Lehre & Training“.
Weitere fachliche Unterstützung erhält das GFÖ durch den medizinisch interdisziplinären Beirat, dem österreichische Mediziner aus den Bereichen
Anästhesie und Intensivmedizin, Angiologie, Diabetologie, Gefäßchirurgie, Kardiochirurgie, Kardiologie, Nephrologie, Neurologie, Orthopädie, plastische und wiederherstellende Chirurgie und Radiologie angehören.
Der Verein finanziert sich durch Spenden und Sponsoringkooperationen.

## Geschichte
Anlass für die Gründung des Gefäßforum Österreich 2011 war die besorgniserregende Zunahme an Gefäßerkrankungen: Die Zahl der über 60-Jährigen, die als Altersgruppe am meisten von schwerwiegenden Gefäßerkrankungen betroffen ist, sollte sich aufgrund der immer höheren Lebenserwartung in den nächsten zehn Jahren verdoppeln. Die Zahl der über 80-Jährigen sollte sich voraussichtlich verdreifachen. In Österreich leiden mittlerweile über 1,5 Millionen Menschen an Gefäßerkrankungen mit der Folge von Herzinfarkt, Schlaganfall, Thrombosen und Beinamputationen. Mit Vorsorge und Therapie lassen sich viele dieser Erkrankungen verhindern. Die Fortschritte innerhalb der Gefäßmedizin waren in den letzten Jahren rasant, doch das Wissen über die neuen Möglichkeiten der Diagnostik, Prävention und Behandlung von Gefäßerkrankungen ist nicht im selben Ausmaß in der Bevölkerung und in der erstversorgenden Ärzteschaft gewachsen.

## Vereinsstruktur und Vereinsorgane
Die Mitglieder des Vereines gliedern sich in ordentliche, außerordentliche, unterstützende und Ehrenmitglieder. Ordentliche Mitglieder und im Vorstand sind Marcus Wilding, Global Group EVP at PHD, Geschäftsführer, Matthias Wlk, Kassier und Facharzt für Orthopädie, Christian Moser, Schriftführer und Facharzt für Innere Medizin und Nephrologie.

## Zweck
Der Verein bezweckt:
- die Förderung der wissenschaftlichen Forschung in Diagnose, Therapie, Prophylaxe von Gefäß- und Folgeerkrankungen,
- die Aufklärung, Wissens- und Informationsvermittlung zu Gefäß- und Folgeerkrankungen,
- die Förderung der wissenschaftlichen Forschung im Bereich der konservativen, endovaskulären und chirurgischen Methoden,
- die Förderung von klinischen Studien mit dem Ziel der risikostratifizierten Gefäßchirurgie.

## Veranstaltungen
- Aneurysma-Screeningtage in gefäßchirurgischen Ambulanzen 2011–2019:
  - Infoveranstaltung für Ärzten
  - Kongress „Niereninsuffizienz“ Kampagne „Was tun, wenn die Niere versagt“
- Remote Training für Gefäßchirurgen in der Klinik Ottakring, Gefäßchirurgie 2021
- Charity Event 2015, Versteigerung einer Skulptur von Mario Dalpra, der Erlös ging an die Herzkinder
- Schmerzkampagne 2015
- Aneurysma Gefäßgesundheitskampagne seit 2011
- Kampagne „Chronische Wunde“ seit 2012
- TV-Kampagne „Gefäße sind Leben“ mit Schauspieler Heinz Marecek

## Broschüren & Publikationen
- Afshin Assadian (zugleich Herausgeber), Michael Kaulich, Marcus Säemann, Miriam Elisabeth Kliewer: Gefäße : wie sie gesund bleiben, wie sie gesund werden. Verlagshaus der Ärzte, Wien 2019, ISBN 978-3-99052-200-4.
- Michaela Krammel: Hilfe zur Selbsthilfe – Wunden besser verstehen und versorgen : Eine Anleitung für die Praxis. Verlagshaus der Ärzte, Wien 2022, ISBN 978-3-99052-264-6.
- „Aneurysma“ Broschüre
- „Aneurysma“ Broschüre Kompakt – der neue Miniratgeber
- Flyer „4 Schritte zum Aneurysma Vorsorge-Check“
- „Chronische Wunde“ Broschüre
- Plakat „Gefäßgesundheit – Vorsorgeuntersuchung Bauchaorten-Screening“